# Vicent Daroqui i Carell
Vicent Daroqui i Carell (València, 1855 - Barcelona, 1929) va ser un actor de teatre català, amb una trajectòria professional que abasta des de l'últim terç del segle xix fins al primer terç del segle xx.
Malgrat haver nascut a València, va desenvolupar tota la seva carrera teatral a Barcelona.
L'any 1927, unes agrupacions d'artistes teatrals van organitzar, en honor seu, un festival benèfic al teatre Olímpia de Barcelona, atesos el seu estat físic i la seva penúria econòmica. Un any més tard, (1928), la Comissió permanent de l'ajuntament de Barcelona va decidir atorgar-li una pensió vitalícia pels mateixos motius.
La seva filla Mercè Daroqui i Ferrer també va ser actriu.

## Trajectòria professional
- 1876, 23 d'abril. En el paper de Sípia a l'obra Un voluntari de Cuba,o, l'honra d'un jornaler de Jaume Piquet. Estrenada al teatre de l'Odèon de Barcelona.
- 1879, 9 de novembre. En el paper de Pedro a l'obra El 14 de octubre,o, la inundación y ruinas de Murcia de Jaume Piquet. Estrenada al teatre de l'Odèon de Barcelona.
- 1881, abril. En el paper de Ramon a l'obra Petards i petardistes de Jaume Piquet. Estrenada al teatre de l'Odèon de Barcelona.
- 1881, 8 de maig. En el paper de Bonifaci a l'obra 'últim anglès d'Anton Saltiveri. Estrenada al teatre de l'Odèon de Barcelona.
- 1881, 2 d'octubre. En el paper de Paiet, gitano a l'obra La gossa de Don Cristòfol,o, el llaç escorredor de Jaume Piquet. Estrenada al teatre de l'Odèon de Barcelona.
- 1881, 1 de novembre. En el paper de Ciuti a l'obra Don Juan Tenorio (2a part) de Jaume Piquet. Estrenada al teatre de l'Odèon de Barcelona.
- 1881, novembre. En el paper d'Almeda a l'obra Cristóbal Colón i El descubrimiento de la Indias (2a part) de Jaume Piquet. Estrenada al teatre de l'Odèon de Barcelona.
- 1881, 11 de desembre. En el paper de Don Agustín a l'obra La moral de los jesuitas,o, un acto de justicia de D. Rafael Tristany de Joaquim Ferrándiz. Estrenada al teatre de l'Odèon de Barcelona.
- 1882, 14 de maig. En el paper de Quintí de l'obra Tres que en fan quatre d'Anton Saltiveri. Estrenada al teatre de l'Odèon de Barcelona.
- 1883, 25 de febrer. En el paper de A. Gobel a l'obra El gran tribuno de la democracia francesa,o, la muerte de Mirabeau de Joaquim Ferrándiz. Estrenada al teatre de l'Odèon de Barcelona.
- 1883, març. En el paper de Graset a l'obra La mà negra de Jaume Piquet. Estrenada al teatre de l'Odèon de Barcelona.
- 1883, 15 d'agost. A l'obra La catástrofe de Casamicciola de Jaume Piquet. Estrenada al teatre de l'Odèon de Barcelona.
- 1886, 16 d'octubre. En el paper d'Oriach a l'obra Mala herba de Francesc Ubach i Vinyeta. Estrenada al teatre de Catalunya de Barcelona.
- 1889. 10 de gener. En el paper de Criat a l'obra El Sant Cristo gros d'Eduard Aulès. Estrenada al teatre Romea de Barcelona.
- 1889, 28 de novembre. En el paper d'El Capità Waster a l'obra El monjo negre, original de Frederic Soler. Estrenada al teatre Romea de Barcelona.
- 1890, 4 febrer. En el paper de Cornel a l'obra Rei i monjo, original d'Àngel Guimerà. Estrenada al Teatre Romea de Barcelona.
- 1892, 8 de gener. en el paper de Gregori a l'obra El promès de Joaquim Riera i Bertran. Estrenada al teatre Novetats de Barcelona.
- 1892, 14 de maig. En el paper de Guerau a l'obra L'ànima morta d'Àngel Guimerà. Estrenada al teatre Novetats de Barcelona.
- 1894, 24 de novembre. En el paper de Quirze a l'obra Maria Rosa d'Àngel Guimerà. Estrenada al teatre Novetats de Barcelona.
- 1900, 30 de novembre. En el paper d'Anton a l'obra Un eclipsi de lluna de Frederic Fuentes. Estrenada al teatre Novetats de Barcelona.
- 1903, 6 de febrer. En el paper de Borra, 70 anys a l'obra Els vells d'Ignasi Iglésias. Estrenada al teatre Romea de Barcelona.
- 1903, 22 de setembre. En el paper de Gripau", de nom Francisco, recader de la "Confraria dels Penitents" a l'obra L'aniversari de Salvador Vilaregut. Estrenada al teatre Romea de Barcelona.
- 1903, 5 de desembre. En el paper de Senyor Andreu a l'obra El místic de Santiago Rusiñol. Estrenada al teatre Romea de Barcelona.
- 1904, 14 d'octubre. En el paper de Xibeques a l'obra L'endemà de bodes de Josep Pous i Pagès. Estrenada al teatre Romea de Barcelona.
- 1905, 17 d'abril. En el paper de Tomàs a l'obra Sol, solet... d'Àngel Guimerà. Estrenada al teatre Romea de Barcelona.
- 1906, 14 de febrer. En el paper de Senyor Julià a l'obra La bona gent de Santiago Rusiñol. Estrenada al teatre Romea de Barcelona.
- 1906, 27 de març. En el paper d'Anton a l'obra L'Eloi d'Àngel Guimerà. Estrenada al teatre Romea de Barcelona.
- 1907, 20 de febrer. En el paper de Senyor Mestre a l'obra La mare de Santiago Rusiñol. Estrenada al teatre Romea de Barcelona.
- 1908, 18 d'abril. En el paper de Tomàs, 50 anys a l'obra En Joan dels Miracles d'Ignasi Iglésias. Estrenada al teatre Romea de Barcelona.
- 1908, 16 d'octubre. En el paper de Blai a l'obra L'aranya d'Àngel Guimerà. Estrenada al teatre Romea de Barcelona.
- 1908, 6 de novembre. En el paper de Senyor Josepet de l'obra La santa de Martí Giol. Estrenada al teatre Romea de Barcelona.
- 1909, 6 d'abril. En el paper de Pare Eusebi a l'obra La Tosca de Victorien Sardou, traducció catalana de Josep Maria Vila. Estrenada al teatre Romea de Barcelona.
- 1909, 27 de febrer. En el paper de Filivert a l'obra El testament de la tia, original de Paul Gavault i R. Charvray, arranjament al català per Ramon Franqueza i Comas. Estrenada al teatre Romea de Barcelona.
- 1911, 15 d'abril. En el paper de Jan Talaia a l'obra La reina jove d'Angel Guimerà. Estrenada al teatre Principal de Barcelona.
- 1912, 27 de novembre. En el paper d'el Vell pastor a l'obra Epitalami d'Ambrosi Carrion. Estrenada al teatre Espanyol de Barcelona.
- 1912, 20 de desembre. En el paper de Magí a l'obra La casa de tothom de Josep Morató, estrenada al Gran Teatre Espanyol de Barcelona.
- 1913, 29 d'octubre. En el paper d'El senyor Domingo a l'obra El cafè del racó de Tristan Bernard, adaptació catalana de Josep Maria Jordà i Alexandre Soler. Estrenada al teatre Principal de Barcelona.
- 1914, 8 de febrer. En el paper de Senyor Anastasi Fustagueres a l'obra L'agència d'informes comercials de Pompeu Gener, estrenada al teatre Romea de Barcelona.
- 1916, 11 d'octubre. En el paper de Cotxer a l'obra La primera relliscada, adaptació d'un vodevil francès feta per Joan Mallol (pseudònim). Estrenada al teatre Victòria de Barcelona.
- 1917, 20 de setembre. En el paper de Cap de colla a l'obra Mireia de Frederic Mistral, adaptació catalana d'Ambrosi Carrion. Estrenada al teatre Novetats de Barcelona.
- 1917. 13 d'octubre. En el paper de Nasi a l'obra Els nàufrags, de Santiago Rusiñol, estrenada al teatre Novedades de Barcelona
- 1917, 15 de novembre. En el paper de Beppo, campaner del Capitoli de l'obra El cardenal de Louis Napoléon Parker. Estrenada al teatre Novetats de Barcelona.
- 1918, 10 de gener. En el paper de Bernat a l'obra Rondalla d'esparvers de Josep Maria de Sagarra. Estrenada al teatre Romea de Barcelona.
- 1918, 15 de març. En el paper d'El Tironyo a l'obra La mala vida de Juli Vallmitjana. Estrenada al teatre Còmic de Barcelona.
- 1918. 13 d'abril. En el paper de Venedor de rifa a l'obra La barberia d'en Quim, de Josep Burgas, estrenada al teatre Cómic de Barcelona.
- 1918, 21 de setembre. La carrera de ministre d'Émile Fabre, traducció catalana d'Amichatis. Estrenada al teatre Espanyol de Barcelona.
- 1918, 4 d'octubre. En el paper d'Un Tzigan a l'obra Montmartre de Pierre Frondaie, traducció catalana de Salvador Vilaregut. Estrenada al teatre Espanyol de Barcelona.
- 1918. 13 de novembre. En el paper de Vigilant a l'obra Bataneros en comandita, de Santiago Rusiñol, estrenada al teatre Español de Barcelona.
- 1918. 6 de desembre. En el paper de l'Hostaler a l'obra  El català de La Manxa, de Santiago Rusiñol, estrenada al teatre Español de Barcelona.
- 1918. 4 d'octubre. En el paper de Un Tzigan a l'obra Montmatre de Pierre Frondaie, estrenada al teatre Español de Barcelona.
- 1921, 21 de maig. En el paper de Ginestell a l'obra L'estudiant i la pubilla de Josep Maria de Sagarra. Estrenada al teatre Romea de Barcelona.
- 1922, 24 d'octubre. En el paper de Senyor Bernat a l'obra El matrimoni secret de Josep Maria de Sagarra. Estrenada al teatre Romea de Barcelona.